# Hyleacris
Hyleacris is een geslacht van rechtvleugeligen uit de familie Romaleidae. De wetenschappelijke naam van dit geslacht is voor het eerst geldig gepubliceerd in 1979 door Amédégnato & Descamps.

## Soorten
Het geslacht Hyleacris  is monotypisch en omvat slechts de volgende soort:
- Hyleacris rubrogranulata (Amédégnato & Descamps, 1979)